# 太平洋膜首鱈
太平洋膜首鱈，為輻鰭魚綱鱈形目鼠尾鱈科的其中一種，分布於西北太平洋日本相模灣海域，屬深海底棲性魚類，深度220-600公尺，體長可達10公分，棲息在大陸坡底層水域，生活習性不明。

## 扩展阅读
維基物種上的相關：太平洋膜首鱈